# 弗雷努瓦 (加来海峡省)
弗雷努瓦（法語：Fresnoy，法語發音：[fʁɛnwa]）是法国上法蘭西大區加来海峡省的一个市镇，属于蒙特勒伊区。

## 地理
弗雷努瓦（50°22'3"N, 2°7'46"E）面积2.4 平方千米，位于法国上法蘭西大區加来海峡省，该省份为法国北部沿海省份，西北濒北海，南至索姆省，东临北部省。
与弗雷努瓦接壤的市镇（或旧市镇、城区）包括：罗朗库尔、安库尔、旧埃丹、维勒曼。

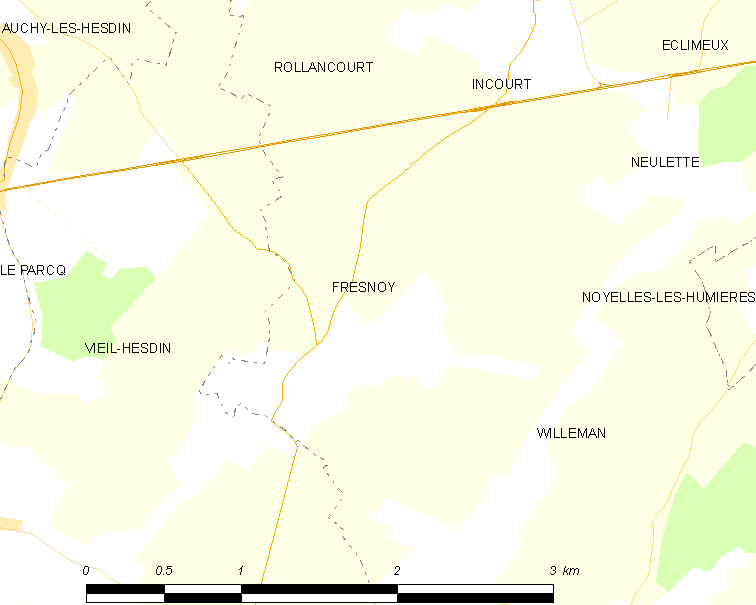
的OSM定位图

弗雷努瓦的时区为UTC+01:00、UTC+02:00（夏令时）。

## 行政
弗雷努瓦的邮政编码为62770，INSEE市镇编码为62357。

## 政治
弗雷努瓦所属的省级选区为欧克西堡县。

## 人口

1962-2008年间人口变化图示

弗雷努瓦于2022年1月1日时的人口数量为65人。